# Вищеверещаківська сільська рада
| Вищеверещаківська сільська рада — колишній орган місцевого самоврядування у Олександрівському районі Кіровоградської області з адміністративним центром у с. Вищі Верещаки. Сільській раді були підпорядковані населені пункти: - с. Вищі Верещаки - с. Бурякове - с. Любомирка - с. Настине |

## Склад ради
Рада складалася з 14 депутатів та голови.

### Керівний склад ради
| ПІБ                          | Основні відомості                                                    | Дата обрання | Дата звільнення |
| ---------------------------- | -------------------------------------------------------------------- | ------------ | --------------- |
| Павловський Павло Михайлович | Сільський голова, 1959 року народження, освіта, член народної партії | 26.03.2006   | 31.10.2010      |
| Павловський Павло Михайлович | Сільський голова, 1959 року народження, освіта вища, безпартійний    | 31.10.2010   |                 |

Примітка: таблиця складена за даними джерела

## Населення
Згідно з переписом УРСР 1989 року чисельність наявного населення сільської ради становила 1656 осіб, з яких 671 чоловік та 985 жінок.
За переписом населення України 2001 року в сільській раді мешкала 1331 особа.

### Мова
Розподіл населення за рідною мовою за даними перепису 2001 року:
| Мова       | Відсоток |
| ---------- | -------- |
| українська | 98,72 %  |
| російська  | 1,20 %   |
| молдовська | 0,08 %   |